# Союз горцев
Союз горцев (Койнон Ореи; др.-греч. Koinon ton Oreion) — античная федерация критских городов, созданная примерно в конце IV века до н. э.
По мнению А. Ханиотиса, не имеется подтверждения существования на Крите федеральных образований до начала эллинистического периода. Примерно в конце IV века до н. э. в горных областях юго-западных земель острова возник «Союз горцев». По мнению исследователей, способствовавшими его возникновению факторами послужили сознание местным населением своей общей этнической принадлежности и наличие общих врагов. В союз входили Лисос, Хиртакина, Тарра, Элир, и, возможно, Кантас. Их жители имели общее союзное гражданство и чеканили федеративные монеты с надписью ΟΡ[ΕΙΩΝ], а также вместе заключали альянсы — например, с правителем Кирены Магасом. Возможно, храм Бритомартиды в Лисосе, в котором был размещён договор с Магасом, являлся общесоюзным святилищем. Об общих органах власти союза источники не сообщают. По замечанию А. Ханиотиса, несмотря на сохранение определённых признаков автономии членов союза, налицо развитие ранее отсутствовавшего на Крите чувства региональной идентичности.